# Królikoszczur
Królikoszczur (Conilurus) – rodzaj ssaków z podrodziny myszy (Murinae) w obrębie rodziny myszowatych (Muridae).

## Rozmieszczenie geograficzne
Rodzaj obejmuje gatunki występujące endemicznie w Australii.

## Morfologia
Długość ciała (bez ogona) 152–195 mm, długość ogona 170–215 mm, długość ucha 25–30 mm, długość tylnej stopy 36–48 mm; masa ciała 110–170 g.

## Systematyka
Rodzaj zdefiniował w 1838 roku irlandzki przyrodnik William Ogilby w artykule zatytułowanym Zawiadomienie o niektórych australijskich czworonogach należących do rzędu gryzoni (Rodentia), opublikowanym w czasopiśmie „The London and Edinburgh philosophical magazine and journal of science”. Gatunkiem typowym jest (oznaczenie monotypowe) królikoszczur białonogi (C. albipes). Wcześniejsze nazwy: ta z 1829 roku, którą ukuł niemiecki lekarz, botanik i zoolog Martin Lichtenstein, okazała się młodszym homonimem rodzaju motyli, natomiast ta z 1837 roku autorstwa Williama Ogilby’ego nie była używana przez społeczność zoologów przez 50 lat, stając się nomen oblitum.

### Etymologia
- Hapalotis: gr. ἁπαλος hapalos ‘delikatny, miękki’; ους ous, ωτος ōtos ‘ucho’[10]. Gatunek typowy (oznaczenie monotypowe): Hapalotis albipes H. Lichtenstein, 1829.
- Conilurus (Conylurus): gr. κoνιλoς konilos ‘królik’; ουρα oura ‘ogon’[11].

### Podział systematyczny
Rodzaj ten jest pokrewny Mesembriomys. Dawniej sądzono, że jest bliski także  Leporillus, ale analizy genetyczne nie potwierdzają tej tezy. Do tego rodzaju zaliczane są dwa wymarłe po 1500 roku i jeden żyjący współcześnie gatunek:
| Grafika | Gatunek                  | Autor i rok opisu       | Nazwa zwyczajowa                | Podgatunki         | Rozmieszczenie geograficzne | Podstawowe wymiary                              | Status IUCN |
| ------- | ------------------------ | ----------------------- | ------------------------------- | ------------------ | --- | ----------------------------------------------- | ----------- |
|         | Conilurus capricornensis | Cramb & Hocknull, 2010  |                                 | gatunek monotypowy | endemit Australii: północno-wschodni i wschodni Queensland w jaskiniach Capricorn i górze Etna (obie w pobliżu Rockhampton) oraz rzece Broken i Christmas Creek (obie w głębi lądu od Townsville)       | DC: brak danych DO: brak danych MC: brak danych | EX          |
|         | Conilurus albipes        | (H. Lichtenstein, 1829) | królikoszczur białonogi         | gatunek monotypowy | endemit Australii: pierwotnie znany z południowo-wschodniej Australii Południowej, Wiktorii, Nowej Południowej Walii i południowo-wschodniego Queenslandu                                               | DC: 23–26 cm DO: 22–24 cm MC: około 200 g       | EX          |
|         | Conilurus penicillatus   | (Gould, 1842)           | królikoszczur krzaczastoogonowy | 3 podgatunki       | Papua-Nowa Gwinea (Morehead, południowa Nowa Gwinea) i Australia (wybrzeża Australii Zachodniej, Terytorium Północnego i północno-zachodniego Queenslandu; kilka wysp); zakres wysokości: 0–60 m n.p.m. | DC: 15,2–19,5 cm DO: 17–21 cm MC: 110–170 g     | VU          |

Kategorie IUCN:  VU  – gatunek narażony,  EX  – gatunek wymarły.